# Чезаре Басано
Чезаре Басано (Милано, 1584 – 1648) е италиански гравьор и художник.

## Биография
Почти нищо не се знае за живота му, освен че е работил в Милано. Някои от известните му гравюри са:
- Портрет на Гаспаре Азели;[1]
- Погребението на папа Пий III;
- Рождество Христово.